# الميدان (يريم)

تعديل مصدري - تعديل

الميدان هي إحدى حارات حي يريم بمدينة يريم أحد مدن محافظة إب، بلغ تعداد سكانها 326 نسمة حسب تعداد اليمن لعام 2004.